# DeepL 번역
DeepL 번역은 2017년 8월 출시된 신경망 기계 번역 서비스로, 쾰른에 본사를 둔 DeepL SE가 소유하고 있다. 이 번역 시스템은 Linguee 내에서 처음 개발되어 DeepL이라는 이름으로 출시되었다. 초기에는 7개 유럽 언어 간의 번역을 제공했으며, 이후 점진적으로 확장되어 35개 언어를 지원하게 되었다.
이 알고리즘은 트랜스포머 아키텍처를 사용한다. 추가 기능 및 번역 응용 프로그래밍 인터페이스 접근을 위한 유료 구독 서비스를 제공한다.

## 서비스

### 번역 방식
이 서비스는 Linguee 데이터베이스로 훈련된 합성곱 신경망(CNN)을 사용하는 사유 알고리즘을 활용한다.
개발자들에 따르면, 이 서비스는 경쟁 서비스보다 더 자연스러운 번역 결과를 내는 개선된 신경망 아키텍처를 사용한다.

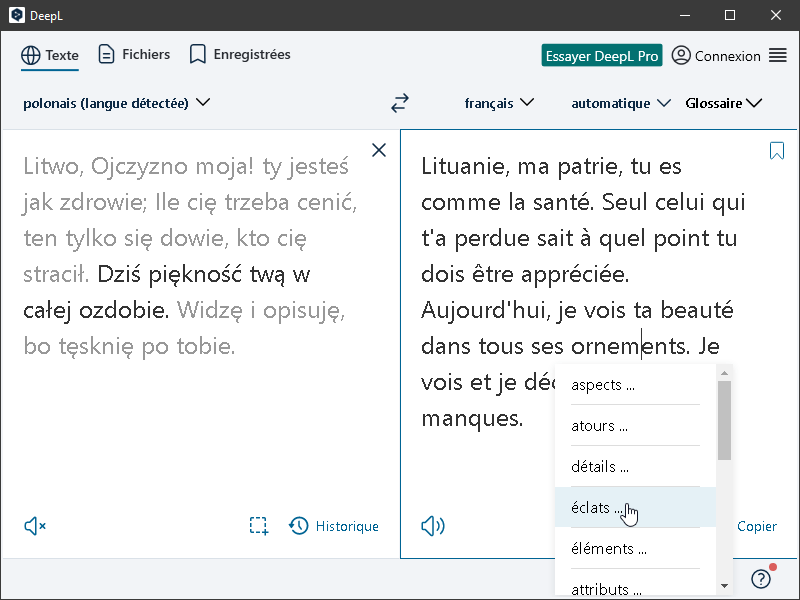
Windows용 DeepL에서 폴란드어-프랑스어 번역

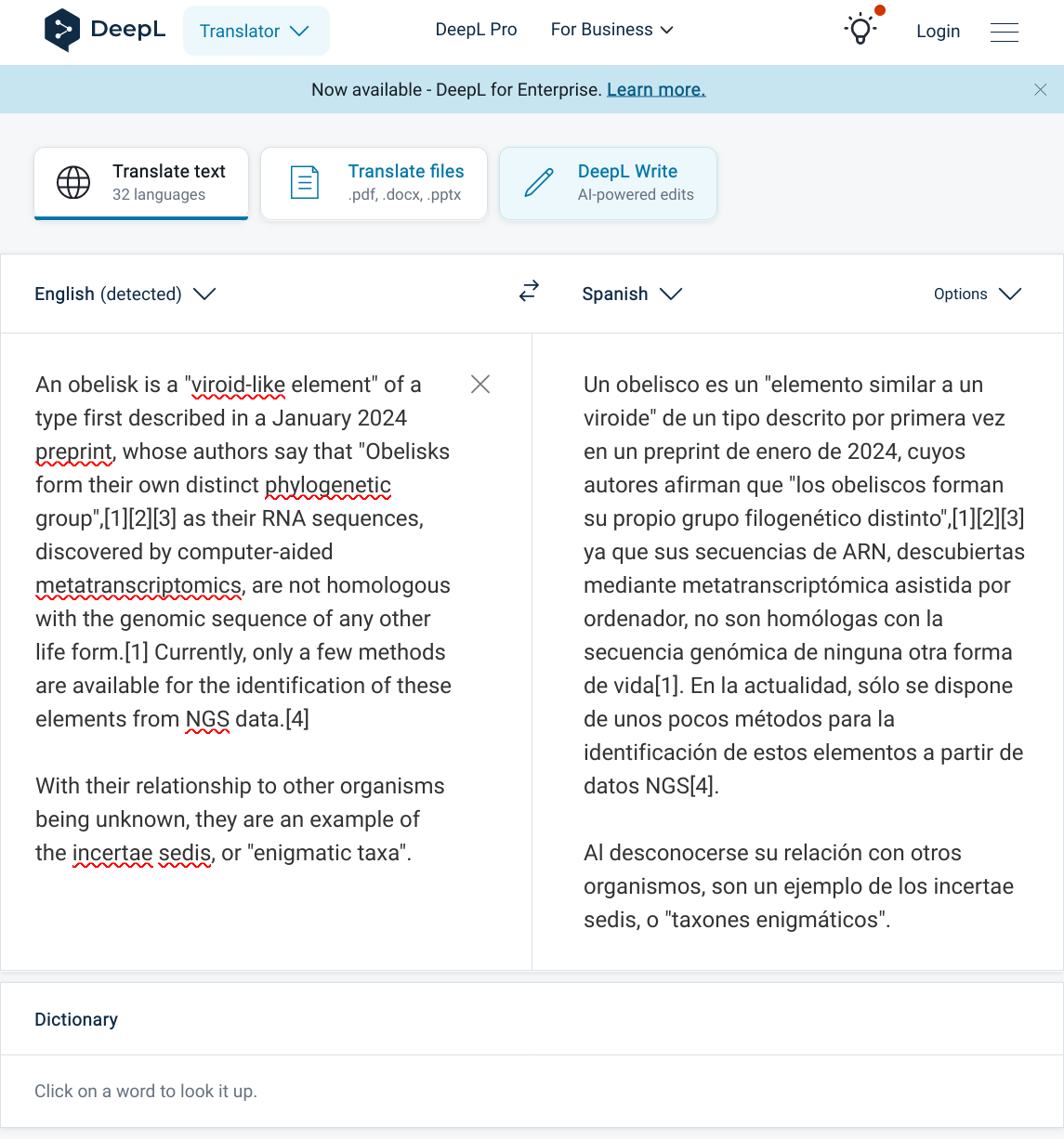
DeepL 번역 웹에서 영어 위키백과 문서를 스페인어로 번역

번역은 5.1 페타플롭스에 달하는 성능을 내는 슈퍼컴퓨터를 사용하여 생성되며, 아이슬란드에서 수력 발전으로 운영된다.
일반적으로 CNN은 긴 연속된 단어 시퀀스에 약간 더 적합하지만, 순환 신경망과 비교하여 약점이 있어 현재까지 경쟁사에서는 사용되지 않았다.
DeepL의 약점은 일부 공개된 보조 기술로 보완된다.

### 번역기 및 구독
이 번역기는 번역당 1,500자 제한으로 무료로 사용할 수 있다.
Office Open XML 파일 형식(.docx 및 .pptx)의 마이크로소프트 워드 및 파워포인트 파일과 최대 5MB 크기의 PDF 파일도 번역할 수 있다.
2018년 3월부터 DeepL Pro 유료 구독을 제공하며, 여기에는 응용 프로그래밍 인터페이스 접근 및 SDL 트라도스 스튜디오를 포함한 컴퓨터 보조 번역 도구용 소프트웨어 플러그인이 포함된다.
무료 버전과 달리, 번역된 텍스트는 서버에 저장되지 않으며, 글자 제한도 없어진다.
월별 요금제는 정해진 양의 텍스트를 포함하며, 초과 텍스트는 글자 수에 따라 계산된다.

#### 지원 언어
2025년 7월 기준 기준으로, 번역 서비스는 다음 언어를 지원한다:
- 아랍어
- 불가리아어
- 중국어 (간체 및 정체)
- 체코어
- 덴마크어
- 네덜란드어
- 영어 (미국식 및 영국식)
- 에스토니아어
- 핀란드어
- 프랑스어
- 독일어
- 그리스어
- 히브리어
- 헝가리어
- 인도네시아어[17]
- 이탈리아어
- 일본어
- 한국어
- 라트비아어
- 리투아니아어
- 노르웨이어 보크몰
- 폴란드어
- 포르투갈어 (브라질식 및 유럽식)
- 루마니아어
- 러시아어
- 슬로바키아어
- 슬로베니아어

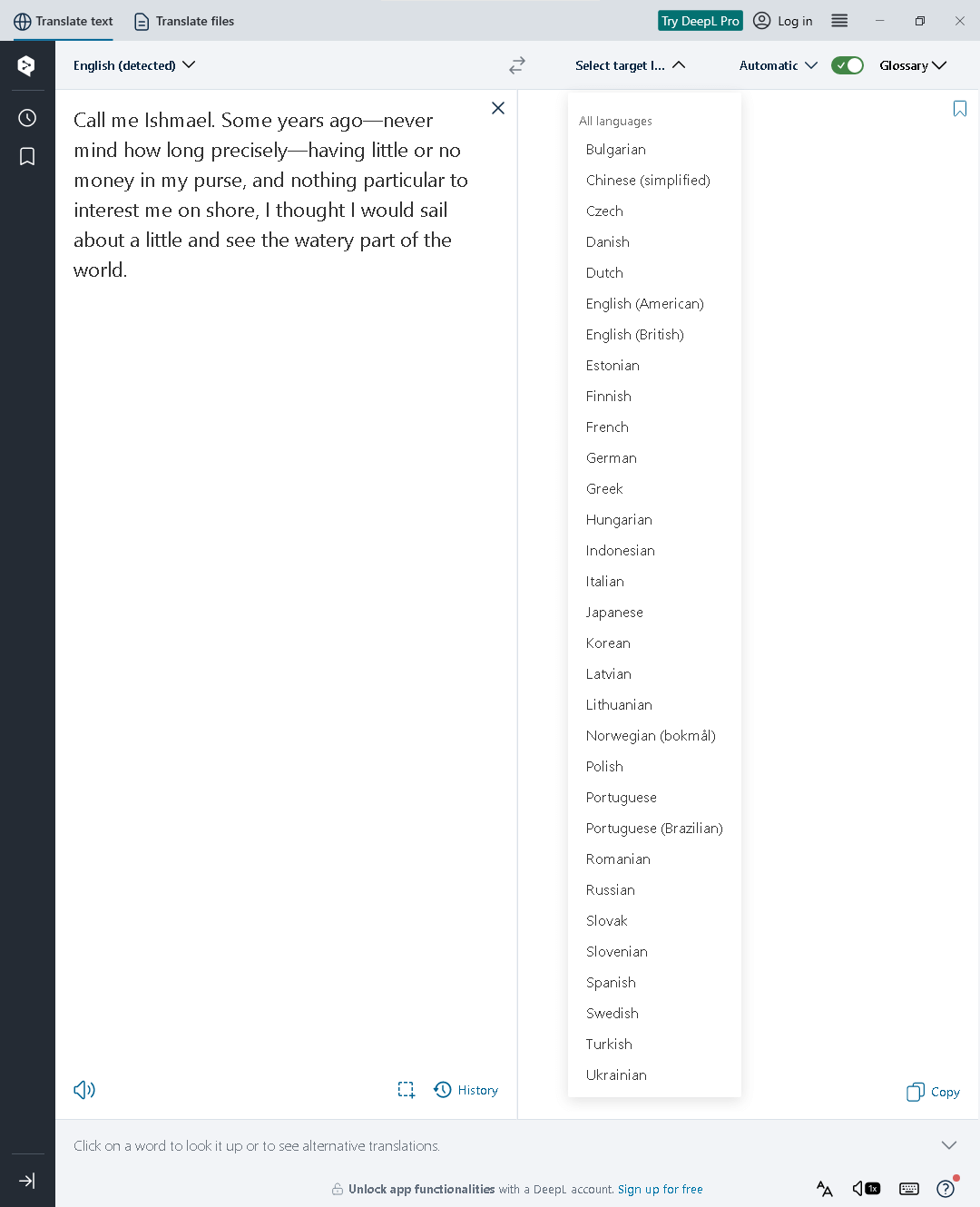
DeepL 23.10.1.11125에서 사용 가능한 대상 언어

- 스페인어 (라틴 아메리카식 및 유럽식)
- 스웨덴어
- 태국어
- 튀르키예어[17]
- 우크라이나어[18]
- 베트남어

## 역사
이 번역 시스템은 2016년 최고기술책임자 야로스와프 쿠틸로프스키(Jarosław Kutyłowski, 독일어 표기: Jaroslaw Kutylowski)가 이끄는 팀에 의해 Linguee 내에서 처음 개발되었다.
2017년 8월 28일 DeepL 번역으로 출시되었으며, 영어, 독일어, 프랑스어, 스페인어, 이탈리아어, 폴란드어, 네덜란드어 간의 번역을 제공했다.
출시 당시, 구글 번역, 아마존 번역, 마이크로소프트 번역기, 페이스북의 번역 기능 등 경쟁사들을 블라인드 테스트 및 BLEU 점수에서 능가했다고 주장했다.
2017년 DeepL 출시와 함께 Linguee의 회사명은 DeepL GmbH로 변경되었으며, 자매 사이트인 linguee.com의 광고 수익으로도 재정 지원을 받는다.
2018년 12월 5일에는 포르투갈어와 러시아어 지원이 추가되었다.
2019년 7월 야로스와프 쿠틸로프스키는 DeepL GmbH의 CEO가 되었고, 2021년에는 회사를 Societas Europaea로 재편했다.
마이크로소프트 윈도우 및 MacOS용 번역 소프트웨어는 2019년 9월에 출시되었다.
중국어(간체) 및 일본어 지원은 2020년 3월 19일에 추가되었으며, 회사 측은 바이두 및 여우다오뿐만 아니라 위에서 언급한 경쟁사들보다도 더 나은 성능을 보였다고 주장했다.
이후 2021년 3월에는 불가리아어, 체코어, 덴마크어, 에스토니아어, 핀란드어, 그리스어, 헝가리어, 라트비아어, 리투아니아어, 루마니아어, 슬로바키아어, 슬로베니아어, 스웨덴어 등 13개 유럽 언어가 추가되어 총 지원 언어 수는 24개가 되었다.
2022년 5월 25일에는 인도네시아어와 튀르키예어 지원이 추가되었고, 2022년 9월 14일에는 우크라이나어 지원이 추가되었다.
2023년 1월, 이 회사는 10억 유로의 가치를 달성하며 쾰른에서 가장 가치 있는 스타트업이 되었다.
같은 달 말에는 한국어와 노르웨이어(보크몰) 지원도 추가되었다.

### DeepL Write
2022년 11월, DeepL은 영어와 독일어로 작성된 단일 언어 텍스트를 개선하는 DeepL Write라는 도구를 출시했다.
12월, 회사는 접근을 중단하고 기자들에게 이는 내부 용도로만 사용되며 DeepL Write는 2023년 초에 출시될 것이라고 알렸다. 이후 1월 17일에 공개 베타 버전이 출시되었다.
2024년 여름, DeepL은 DeepL Write에서 프랑스어와 스페인어 두 가지 언어를 추가로 사용할 수 있다고 발표했다. 2024년 1월까지 DeepL은 포르투갈어(유럽식 및 브라질식)와 이탈리아어 두 가지 언어를 추가했다.

## 평가
DeepL 번역에 대한 평가는 대체로 긍정적이다.
- 테크크런치는 번역의 정확성을 높이 평가하며, 구글 번역보다 더 정확하고 미묘한 뉘앙스를 잘 살린다고 평했다.[3]
- 르 몽드는 프랑스어 텍스트를 더 "프랑스어스러운" 표현으로 번역해준 것에 대해 개발자들에게 감사함을 표했다.[39]
- RTL Z는 DeepL 번역이 "네덜란드어에서 영어로, 또는 그 반대로 번역할 때 […] 구글 번역보다 더 나은 번역을 제공한다"고 밝혔다.[40]
- 라 레푸블리카[41]와 라틴 아메리카 웹사이트 "WWWhat's new?"도 칭찬을 아끼지 않았다.[42]
- 볼로냐 대학교의 2018년 논문은 이탈리아어-독일어 번역 능력을 평가했으며, 초기 결과가 구글 번역과 유사한 품질을 보였다.[43]
- 2021년 9월, Slator는 언어 산업의 반응이 언론보다 더 신중했으며, DeepL이 사용자들에게 여전히 높은 평가를 받고 있다고 언급했다.[44]

한 평론가는 2018년에 DeepL이 경쟁 제품보다 번역에 사용할 수 있는 언어가 훨씬 적다고 지적했다.

## 수상
DeepL 번역은 앱, 모바일 및 기능 부문에서 2020년 웨비상 최우수 실천상과 2020년 웨비상 기술 성과상(앱, 모바일 및 기능)을 수상했다.